# Vassílios Kikílias
Vassílios « Vassílis » Kikílias (en grec Βασίλ(ε)ιος «Βασίλης» Κικίλιας), né le 15 mai 1974 à Athènes, est un homme politique grec.
De 2021 à 2023, il est ministre du Tourisme au sein du gouvernement de Kyriákos Mitsotákis, après avoir été ministre de la Santé de 2019 à 2021.

## Biographie
Aux élections législatives grecques de janvier 2015, il est élu député au Parlement grec sur la liste de Nouvelle Démocratie dans la première circonscription d'Athènes.